# شوهر قانونی من
شوهر قانونی من (تایلندی: อกเกือบหักแอบรักคุณสามี) (به انگلیسی: My Husband in Law)، سریال تلویزیونی تایلندی تولید سال ۲۰۲۰ است که توسط شرکت تانگ انترتینمنت ساخته شد. بازیگران اصلی سریال، پرین سوپارات و نیتا جیرایونگ‌یورن هستند. این سریال از روز ۲۱ آوریل تا ۹ ژوئن ۲۰۲۰، روزهای دوشنبه و سه شنبه هر هفته از کانال ۳ پخش شد.